# Alvise Casella
Alvise Casella (Pordenone, 1525 circa – Pordenone, 1590 circa) è stato uno scultore italiano.

## Biografia
Proveniente da una famiglia di origine svizzera (suo padre Donato era originario di Carona), Alvise Casella era figlio d'arte (il padre e suo maestro, Donato, era abbastanza noto in Friuli), lavorò a lungo con il fratello Giacomo nella bottega del padre, del quale, alla sua morte, raccolse l'eredità portando avanti la bottega e alcuni lavori, fra i quali - in un periodo compreso fra il 1553 e il 1561 - le decorazioni degli interni della chiesa parrocchiale di Castelnovo del Friuli, oggi in parte conservate al Museo diocesano di Pordenone. Fra queste opere si segnala una statua di San Nicolò, che secondo Caterina Furlan ricorda lo stile del Pordenone e testimonia il suo studio dell'opera di Michelangelo Buonarroti.
Il suo stile, da quel che è possibile apprendere dagli angeli (1558-1559) che circondavano il fonte battesimale della chiesa parrocchiale di San Lorenzo di Rorai Grande, era tuttavia più manierista di quello del padre.